# Hermann von Erffa

Hermann Freiherr von Erffa-Wernburg

Hermann von Erffa als Bonner Preuße

Freiherr Hermann Hartmann von Erffa (* 31. Juli 1845 in Ahorn (bei Coburg); † 10. Juni 1912 in Wernburg) war ein thüringischer Gutsbesitzer, agrarischer Interessenvertreter und konservativer Politiker in Preußen.

## Leben
Hermann Hartmann von Erffa stammte aus dem thüringischen Uradelsgeschlecht der Freiherren von Erffa. Geboren als zweiter Sohn des Freiherrn Ferdinand Hartmann von Erffa und der Emmy von Baumbach machte er sein Abitur auf der Klosterschule Roßleben, studierte dann Rechts- und Staatswissenschaften in Bonn und Göttingen sowie Agrarwissenschaften in Hohenheim. In Bonn wurde er Mitglied des Corps Borussia. 1872 heiratete er zu Hemmingen Elisabeth, die Tochter des Freiherrn Karl Varnbüler von und zu Hemmingen, mit der er drei Töchter und drei Söhne hatte: Margarethe (1873–1944), Hildegard (1874–1945), Sabine (1876–1974), Georg (1877–1937), Burkhart (1879–1904) und Rudolf (1881–1972).
1872 übernahm Erffa das Majorat Wernburg mit Seebach bei Pößneck und die Güter Örlsdorf und Rohof bei Sonneberg im damaligen Herzogtum Sachsen-Meiningen.
Von 1883 bis 1908 war Erffa Vorsitzender der Thüringer Landwirtschaftskammer und gehörte in dieser Funktion ab 1889 dem preußischen Landesökonomiekollegium an. Zudem war er Funktionär des Bundes der Landwirte. Zwischen 1881 und 1912 gehörte er dem Deutschen Landwirtschaftsrat an und war ab 1895 Mitglied von dessen ständigem Ausschuss. Erffa veröffentlichte einige volkswirtschaftliche und landwirtschaftliche Schriften.
Ab 1874 war Erffa Amtsvorsteher, gehörte ab 1875 dem Provinziallandtag der Provinz Sachsen an und war dort Deputierter des Kreises Ziegenrück. Ab 1885 gehörte er dem preußischen Abgeordnetenhaus als Abgeordneter der konservativen Partei an. Dem Fraktionsvorstand der Partei gehörte er 1894 und 1895 sowie erneut ab 1908 an. Im Parlament war er 1888 sowie 1898 und 1899 Schriftführer und gehörte zeitweise der Budgetkommission an. 1912 wurde er zum Präsidenten des preußischen Abgeordnetenhauses gewählt. Kurz darauf erlag er den Folgen eines Schlaganfalls.
Er war Rechtsritter des Johanniterordens.